# Limeil-Brévannes
Limeil-Brévannes è un comune francese di 19 249 abitanti situato nel dipartimento della Valle della Marna nella regione dell'Île-de-France.

## Società

### Evoluzione demografica
Abitanti censiti